# ЗИП код
ЗИП код је систем поштанских кодова који користи Поштанска служба Сједињених Држава од 1963. године. Израз ЗИП је скраћеница од зонски план за побољшање (енгл. Zone Improvement Plan). Код је осмишљен тако да пошта путује ефикасније и брже. Основни формат чине пет цифара. Проширени ЗИП+4 код, уведен током 1980-их, укључује основни ЗИП код, црту и још четири цифре које даље одређују локацију унутар ЗИП кода.
ЗИП кодови означавају само локације испорука унутар САД и њених зависних територија, као и локације база оружаних снага САД у иностранству.